# Friedrich Ohmann

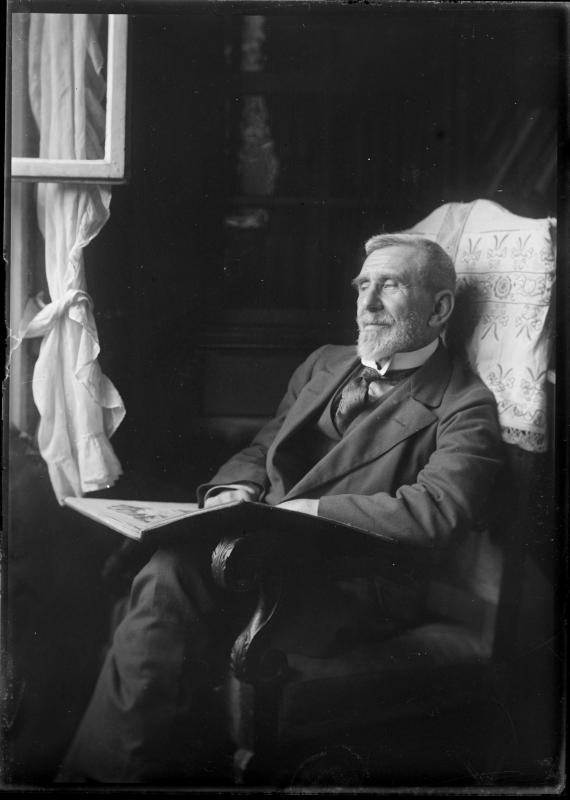
Friedrich Ohmann, 1920

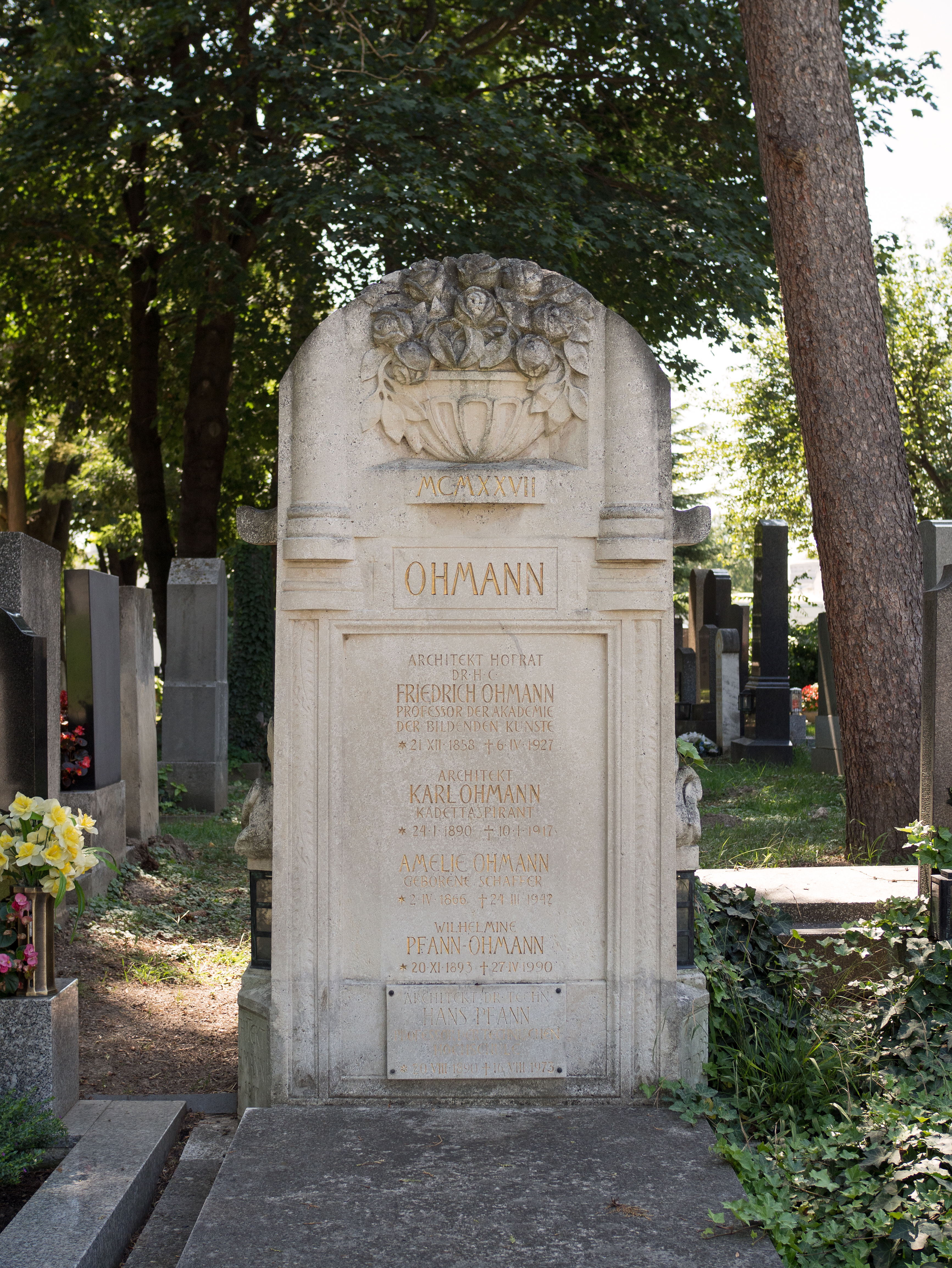
Grab von Friedrich Ohmann auf dem Wiener Zentralfriedhof

Friedrich Ohmann (* 21. Dezember 1858 in Lemberg, Galizien, Österreich-Ungarn; † 6. April 1927 in Wien) war ein österreichischer Architekt.

## Leben
Friedrich Ohmann wurde 1858 als Sohn eines Baurats in Lemberg geboren. 1877 begann er an der Technischen Hochschule Wien sein Architekturstudium. Seine Lehrer waren unter anderen  Heinrich von Ferstel und Karl König. Um seine künstlerische Ausbildung zu vertiefen, inskribierte er danach an der Akademie der bildenden Künste bei Friedrich von Schmidt.
Von 1889 bis 1899 wirkte er als Professor der dekorativen Architektur an der Kunstgewerbeschule in Prag und führte in dieser Stadt vor allem viele Restaurationsprojekte durch. 1898 gestaltete er mit Josef Hackhofer sämtliche Hochbauten und Brücken im Bereich der Wienflussregulierung in Wien (siehe Wiener Wienflussbrücken) und kehrte anlässlich dieses Auftrages wieder nach Wien zurück.
1899–1907 hatte er die künstlerische Leitung des Hofburgbaus (Neue Burg) in Wien. Unter seinen dabei ausgeführten Projekten sind insbesondere das neue Palmenhaus im Burggarten sowie das Kaiserin-Elisabeth-Denkmal im Volksgarten (Statue von Hans Bitterlich) zu nennen. Von 1904 an war er Leiter der Meisterklasse für Architektur an der Akademie der bildenden Künste in Wien.
Ohmanns Wurzeln liegen im Späthistorismus. Als Grundlage seines Schaffens diente seine fundierte Kenntnis der historischen Architekturstile. In seinen Prager Jahren war er Protagonist eines gemäßigten Jugendstils und später vor allem Vorreiter des Neubarocks. In seinem Werk zeigt sich nicht selten eine Mischung dieser beiden Stile, wie etwa im Palmenhaus des Wiener Burggartens.
Im Sommer 1918 legte Ohmann erste Entwürfe für ein großes Kaiser-Franz-Josef-Denkmal vor, das seiner Auffassung nach vor der Wiener Votivkirche in räumlicher Verbindung mit ihr errichtet werden sollte. Sein Projekt wurde nach dem Kriegsende im Herbst 1918 nicht weiterverfolgt.
Sein von der Wiener Stadtverwaltung ehrenhalber gewidmetes Grab befindet sich auf dem Wiener Zentralfriedhof (Gruppe 33E, Reihe 3, Grab 32); auch sein Schwiegersohn, der Architekt Hans Pfann (1890–1973), wurde hier bestattet. 1938 wurde in Wien-Döbling (19. Bezirk) die Ohmanngasse nach ihm benannt.

## Werk (Auswahl)
| Foto  |                 | Baujahr   | Name                                                                              | Standort                                                      | Beschreibung | Metadaten                                                                                        |
| ----- | --------------- | --------- | --------------------------------------------------------------------------------- | ------------------------------------------------------------- | --- | ------------------------------------------------------------------------------------------------ |
|       | Datei hochladen | 1890      | Wohnhaus „Zum goldenen Kreuz“                                                     | Prag, Havel-Markt / Praha, Havelska, CZ                       | Anmerkung: Nicht das unter „golden cross“ laufende Gebäude | P84(Architekt): P131(Ort):                                                                       |
|       | Datei hochladen | 1891      | Kaiserpavillon für Ausstellung in Prag/Praha                                      | CZ                                                            | zerstört | P84(Architekt): P131(Ort):                                                                       |
| ja    | Datei hochladen | 1891–1892 | Palais Valtera · Wikidata                                                         | Voršilská 140/12, Nové Město, Prag, Tschechien Standort       | | P84(Architekt):Friedrich Ohmann P131(Ort):Prag 1 Region-ISO:CZ-10                                |
|       | Datei hochladen | 1895      | Wohnhaus „Zu den 3 weißen Widdern“                                                | Prag, Obstgasse / Praha, 28. Října, CZ                        | Anmerkung: mit Guido Belski | P84(Architekt): P131(Ort):                                                                       |
| ja    | Datei hochladen | 1895      | Bürohaus für Assicurazione Generali · Wikidata                                    | Prag Standort                                                 | Anmerkung: Wettbewerb 1. Preis | P84(Architekt):Friedrich Ohmann P131(Ort):Prag 1 Region-ISO:CZ-10                                |
|       | Datei hochladen | 1895      | Saalanlage für das fürstl. Clarysche Gartenhaus                                   | Teplitz, Böhmen / Teplice, CZ                                 | Entwurf | P84(Architekt): P131(Ort):                                                                       |
|       | Datei hochladen | 1896      | Deutsches Casino                                                                  | Prag / Praha, CZ                                              | Anmerkung: Wettbewerb 1. Preis | P84(Architekt): P131(Ort):                                                                       |
|       | Datei hochladen | 1896      | Umbau Pfarrkirche Zlonitz                                                         | Böhmen / Zlonic, CZ                                           | Anmerkung: Zlonice? | P84(Architekt): P131(Ort):                                                                       |
| ja    | Datei hochladen | 1896–1897 | Wohnhaus „Storchenhaus“ · Wikidata                                                | Prag, Altstädter Ring / Praha, Staromestske nam., CZ Standort | Anmerkung: mit Rudolph Krieghammer | P84(Architekt): P131(Ort):Prager Altstadt Region-ISO:CZ-10                                       |
| ja    | Datei hochladen | 1896–1897 | Wohn- und Geschäftshaus „Zum schwarzen Adler“ · Wikidata                          | Prag, Obstmarkt / Praha, Ovocny trh, CZ Standort              | Anmerkung: mit Guido Belsky | P84(Architekt):Friedrich Ohmann P131(Ort):Prager Altstadt Region-ISO:CZ-10                       |
| ja    | Datei hochladen | 1897–1898 | nord-böhm. Kunstgewerbemuseum Reichenberg · Wikidata                              | Böhmen / Liberec, CZ Standort                                 | Anmerkung: Wettbewerb 1. Preis | P84(Architekt):Friedrich Ohmann P131(Ort):Staré Město (Liberec I, Czechia) Region-ISO:CZ-51      |
| BW    | Datei hochladen | 1897–1898 | Café Corso                                                                        | Na Příkopě 988/31, Prag / Praha, CZ Standort                  | | P84(Architekt): P131(Ort):                                                                       |
|       | Datei hochladen | 1898      | Umbau Theater Variété                                                             | Prag / Praha, CZ                                              | Anmerkung: mit Rudolph Krieghammer | P84(Architekt): P131(Ort):                                                                       |
| ja    | Datei hochladen | 1898      | Restaurierung Pfarrkirche Prestitz · Wikidata                                     | Přeštice, Tschechien Standort                                 | Anmerkung: Přeštice | P84(Architekt): P131(Ort):Přeštice Region-ISO:CZ-32                                              |
|       | Datei hochladen | 1898      | Grabmal Krieghammer                                                               | Zentralfriedhof, Wien 11                                      | | P84(Architekt): P131(Ort):                                                                       |
| ja    | Datei hochladen | 1898–1900 | Wenzelsdenkmal · Wikidata                                                         | Prag, Wenzelsplatz / Praha, Vaclavske nam., CZ Standort       | Anmerkung: mit Bildhauer Josef Myslbeck. In anderen Quellen Alois Dryák zugeordnet. Eine lebhafte Korrespondenz mit Myslbeck zu diesem Thema ist nachweisbar. | P84(Architekt): P131(Ort):Prag 1 Region-ISO:CZ-10                                                |
| ja    | Datei hochladen | 1898–1901 | Villa Schopp HERIS-ID: 41128 Objekt-ID: 41572                                     | Wien 13, Gloriettegasse 21 Standort                           | Anmerkung: mit Josef Hackhofer | P84(Architekt): P131(Ort):Hietzing Region-ISO:AT-9                                               |
| ja    | Datei hochladen | 1898–1901 | Kapelle des Ursulinenklosters Kuttenberg · Wikidata                               | Böhmen / Kutna Hora, Tschechien Standort                      | | P84(Architekt):Friedrich Ohmann P131(Ort):Kutná Hora-Vnitřní Město Region-ISO:CZ-20              |
| ja    | Datei hochladen | 1898–1901 | Museum für Kunst und Kunstgewerbe · Wikidata                                      | Magdeburg, Kaiserstraße Standort                              | Anmerkung: mit August Kirstein | P84(Architekt): P131(Ort):Magdeburg Region-ISO:DE-ST                                             |
| ja    | Datei hochladen | 1899      | Umbauten Neue Burg HERIS-ID: 17487 Objekt-ID: 13767                               | Wien Standort                                                 | Anmerkung: Vollendung der Pläne von Emil von Förster | P84(Architekt):Gottfried Semper P131(Ort):Innere Stadt Region-ISO:AT-9                           |
| ja    | Datei hochladen | 1899–1901 | Hietzinger Brücke, Kaiser Franz Josef-Brücke                                      |                                                               | zerstört Anmerkung: mit Josef Hackhofer. Die Bronzeadler sind von der Originalbrücke erhalten                                                                 | P84(Architekt): P131(Ort):                                                                       |
| ja BW | Datei hochladen | 1899–1901 | Radetzkybrücke HERIS-ID: 94397 Objekt-ID: 109551                                  | Standort                                                      | Anmerkung: mit Josef Hackhofer | P84(Architekt):Josef Hackhofer, Friedrich Ohmann P131(Ort):Wien Region-ISO:AT-9                  |
| ja    | Datei hochladen | 1899–1901 | Kleine Marxerbrücke HERIS-ID: 94400 Objekt-ID: 109554                             | Oskar-Kokoschka-Platz Standort                                | Anmerkung: mit Josef Hackhofer | P84(Architekt):Josef Hackhofer, Friedrich Ohmann P131(Ort):Wien Region-ISO:AT-9                  |
| ja    | Datei hochladen | 1899–1901 | Schönbrunner Brücke                                                               | Standort                                                      | Anmerkung: mit Josef Hackhofer | P84(Architekt): P131(Ort):Hietzing Region-ISO:AT-9                                               |
| ja    | Datei hochladen | 1899–1901 | Stubenbrücke HERIS-ID: 83795 Objekt-ID: 97847                                     | Stubenbrücke Standort                                         | Anmerkung: mit Josef Hackhofer | P84(Architekt):Friedrich Ohmann, Josef Hackhofer P131(Ort):Wien Region-ISO:AT-9                  |
| ja    | Datei hochladen | 1899–1902 | Hotel Central · Wikidata                                                          | Prag, Hybernergasse 17 / Praha, CZ Standort                   | → Hauptartikel : Hotel Central Prag f1 | P84(Architekt):Friedrich Ohmann P131(Ort):Prag 1 Region-ISO:CZ-10                                |
|       | Datei hochladen | 1900      | Grabmal Mayerweck                                                                 | Zentralfriedhof, Wien 11                                      | | P84(Architekt): P131(Ort):                                                                       |
| ja    | Datei hochladen | 1900–1901 | Museum Carnuntinum HERIS-ID: 14839 Objekt-ID: 11077                               | Bad Deutsch-Altenburg, Badgasse 42, NÖ Standort               | Anmerkung: mit August Kirstein | P84(Architekt):Friedrich Ohmann, August Kirstein P131(Ort):Bad Deutsch-Altenburg Region-ISO:AT-3 |
| ja    | Datei hochladen | 1901–1902 | Kaiserin Elisabeth-Denkmal HERIS-ID: 23771 Objekt-ID: 20134 Wien Kulturgut: 47976 | Wien 1, Volksgarten Standort                                  | Anmerkung: mit Hans Bitterlich | P84(Architekt): P131(Ort):Innere Stadt Region-ISO:AT-9                                           |
| ja    | Datei hochladen | 1901–1903 | Gebäude der Wienfluss-Aufsichtsstelle HERIS-ID: 28454 Objekt-ID: 25043            | Wien 14, Hauptstraße 3 Standort                               | Anmerkung: mit Josef Hackhofer | P84(Architekt):Friedrich Ohmann, Josef Hackhofer P131(Ort):Penzing Region-ISO:AT-9               |
| ja    | Datei hochladen | 1901–1903 | Milchtrinkhalle                                                                   | Wien 3, Stadtpark Standort                                    | verändert Anmerkung: mit Josef Hackhofer | P84(Architekt):Friedrich Ohmann, Josef Hackhofer P131(Ort):Wien Region-ISO:AT-9                  |
| ja    | Datei hochladen |           | Wetterstation                                                                     | Wien 3, Stadtpark Standort                                    | | P84(Architekt):Friedrich Ohmann, Josef Hackhofer P131(Ort):                                      |
| ja    | Datei hochladen | 1901–1906 | Palmenhaus HERIS-ID: 17488 Objekt-ID: 13768                                       | Wien 1, Burggarten Standort                                   | → Hauptartikel : Palmenhaus (Wien) f1 | P84(Architekt):Friedrich Ohmann P131(Ort):Innere Stadt Region-ISO:AT-9                           |
| ja    | Datei hochladen | 1902–1903 | Wienflussportal und -einwölbung                                                   | Wien 3, Johannesgasse Standort                                | Anmerkung: mit Josef Hackhofer | P84(Architekt):Friedrich Ohmann, Josef Hackhofer P131(Ort):Landstraße Region-ISO:AT-9            |
| BW    | Datei hochladen | 1904–1925 | Landhaus Kranz                                                                    | Wartenstein / Raach a.Hochgebirge Nr. 4, NÖ Standort          | Anmerkung: 1916–1918 Umbau von Oskar Strnad; 1922–1925 neuerliche Umbauten von Friedrich Ohmann. Schloss Wartenstein?                                         | P84(Architekt): P131(Ort):                                                                       |
| ja    | Datei hochladen | 1906–1920 | Archäologisches Museum Split · Wikidata                                           | Küstenland / Split, HR Standort                               | Anmerkung: mit A. Kirstein | P84(Architekt): P131(Ort):Split Region-ISO:HR-17                                                 |
|       | Datei hochladen | 1907      | Schule Garsten                                                                    | OÖ                                                            | Entwurf Anmerkung: Der Entwurf zeigt keines der bestehenden Gebäude in Garsten                                                                                | P84(Architekt): P131(Ort):                                                                       |
| ja    | Datei hochladen | 1909      | Schiller-Denkmal · Wikidata                                                       | Karlsbad, Böhmen / Karlovy vary, Tschechien Standort          | | P84(Architekt): P131(Ort):Karlsbad Region-ISO:CZ-41                                              |
| ja    | Datei hochladen | 1910      | Haus „Drei Mohren“ · Wikidata                                                     | Tržiště 377/25, Karlsbad, Böhmen / Karlovy vary, CZ Standort  | | P84(Architekt): P131(Ort):Karlsbad Region-ISO:CZ-41                                              |
| ja    | Datei hochladen | 1910–1912 | Schlossbrunnenkolonnaden · Wikidata                                               | Tržiště, Karlsbad, Böhmen / Karlovy Vary, CZ Standort         | Anmerkung: Wettbewerb, einer der 3 gleichen Preise | P84(Architekt):Friedrich Ohmann P131(Ort):Karlsbad Region-ISO:CZ-41                              |
| ja    | Datei hochladen | 1911–1912 | ehemalige Malerakademie Delug HERIS-ID: 41446 Objekt-ID: 41931                    | Wien 19, Himmelstraße 30 Standort                             | Anmerkung: heute privat genutzt | P84(Architekt): P131(Ort):Döbling Region-ISO:AT-9                                                |
|       | Datei hochladen | 1911–1913 | Haus Dr. Zipser                                                                   | Grado, Italien                                                | zerstört | P84(Architekt): P131(Ort):                                                                       |
| ja    | Datei hochladen | 1912      | Villa Ohmann HERIS-ID: 33950 Objekt-ID: 31781                                     | Grossau b. Bad Vöslau, Anton Krenn-Straße 8, NÖ Standort      | | P84(Architekt): P131(Ort):Bad Vöslau Region-ISO:AT-3                                             |
|       | Datei hochladen | 1912      | Brunnen                                                                           | Gmunden, OÖ                                                   | zerstört Anmerkung: Am Rathausplatz und in viereckiger Form. Auf einer Mittelsäule die Figur eines Salzträgers von Anton Gerhard. Bereits 1926 abgetragen.    | P84(Architekt): P131(Ort):                                                                       |
| ja    | Datei hochladen | 1912      | Umbau Warenhaus Zwieback HERIS-ID: 30780 Objekt-ID: 27546                         | Wien 1, Kärntner Straße 13–15 Standort                        | Anmerkung: Heute Cafe Sluka | P84(Architekt): P131(Ort):Innere Stadt Region-ISO:AT-9                                           |
| ja    | Datei hochladen | 1912–1913 | Villa Kramar · Wikidata                                                           | Prag / Praha, CZ Standort                                     | → Hauptartikel : Villa Kramář f1 | P84(Architekt):Friedrich Ohmann P131(Ort):Prag 1 Region-ISO:CZ-10                                |
| ja    | Datei hochladen | 1912–1914 | Fassade Palais Kranz                                                              | Wien 9, Liechtensteinstraße 53–55 Standort                    | → Hauptartikel : Palais Kranz (Liechtensteinstraße) f1 | P84(Architekt): P131(Ort):Wien Region-ISO:AT-9                                                   |
| ja BW | Datei hochladen | 1913      | Altaraufbau HERIS-ID: 49400 Objekt-ID: 53080                                      | Pfarrkirche Aggsbach-Dorf, NÖ Standort                        | → Hauptartikel : Pfarrkirche Aggsbach-Dorf f1 | P84(Architekt): P131(Ort):Schönbühel-Aggsbach Region-ISO:AT-3                                    |
| ja    | Datei hochladen | 1913–1914 | Kurhaus · Wikidata                                                                | Meran, Tirol / Merano, Italien Standort                       | → Hauptartikel : Kurhaus Meran f1 | P84(Architekt):Friedrich Ohmann P131(Ort):Meran Region-ISO:IT-BZ                                 |
| ja    | Datei hochladen | 1914–1916 | Villa Regenstreif HERIS-ID: 41383 Objekt-ID: 41864                                | Wien 18, Starkfriedgasse 15 Standort                          | zerstört Anmerkung: abgebrannt | P84(Architekt): P131(Ort):Wien Region-ISO:AT-9                                                   |